# Baicalia nana
Baicalia nana е вид коремоного от семейство Baicaliidae.

## Разпространение и местообитание
Видът е разпространен в Русия (Бурятия).
Обитава сладководни басейни, пясъчни дъна и реки.